# 元町 (嘉義市)

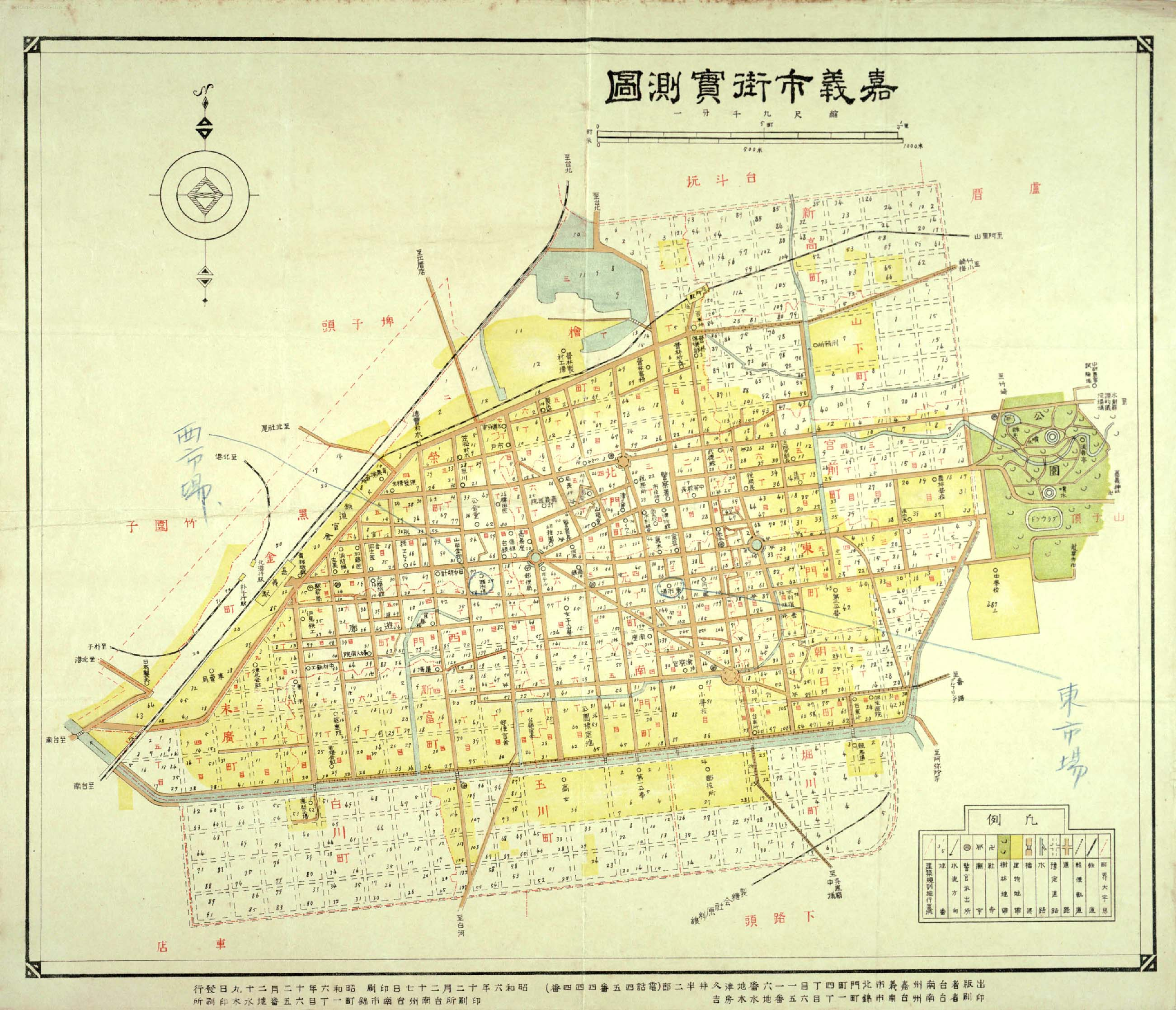
1931年嘉義市街圖

元町是台灣日治時代嘉義市之行政區，在北門町之南，由東至西細分為7個丁目，現光彩街、共和路、延平街與文化路之間的地區，為現今地籍元段一至七小段之範圍。「元町」是日本常見町名，有該地域的發祥地之意。

## 町內設施
- 一丁目：東門町派出所
- 三丁目：嘉義東市場
- 四丁目：台中輕鐵株式會社南門發著所
- 五丁目：元町派出所
- 六丁目：台灣商工銀行嘉義支店、嘉義郵便局（現 嘉義文化路郵局）、嘉義電話交換局（現 中華電信）